# Рікоте
Рікоте (ісп. Ricote) — муніципалітет в Іспанії, у складі автономної спільноти Мурсія. Населення — 1441 особа (2010).
Муніципалітет розташований на відстані близько 320 км на південний схід від Мадрида, 27 км на північний захід від Мурсії.
На території муніципалітету розташовані такі населені пункти: (дані про населення за 2010 рік)
- Айнас: 12 осіб
- Алькоба: 1 особа
- Альмарча: 1 особа
- Амброс: 1 особа
- Ла-Бермеха: 23 особи
- Беррандіно: 5 осіб
- Каньяда-Хіль: 4 особи
- Кольядо-Хіль: 29 осіб
- Ла-Куерда: 12 осіб
- Куеста-Альта: 17 осіб
- Фуенте-дель-Сьєно: 0 осіб
- Лічор: 4 особи
- Лас-Ломас: 15 осіб
- Патруена: 4 особи
- Рамбла-де-Чаррара: 27 осіб
- Рікоте: 1260 осіб
- Лас-Вентанас: 9 осіб
- Віте: 17 осіб

## Демографія
Динаміка населення (INE ):

## Галерея зображень

Розташування муніципалітету у провінції Мурсія